# Байоно-авбонські мови
Байоно-авбонські мови — це ізольована родина погано описаних папуаських мов, виявлених у 2004-2006 роках в індонезійській провінції Папуа на південь від сомахайських мов. Це можуть бути як окремі споріднені мови, так і діалектний кластер. Зафіксовані дві мови: байонська (байоно) та авбонська (авбоно), також є згадки про денсарську (денсар) мову. 
Байонська та авбонська мають по 100 носіїв кожна, носії авбонської жодних інших мов не знають. Мови було виявлено в ситуації першого контакту, де було записано кількасот слів. Докладніших досліджень і спроб контакту не проводилося.

## Класифікація
Записані слова демонструють деяку схожість із сусідніми окськими та великоавіюськими мовами, а займенники вказують, що байоно-авбонські можуть належати до трансновогвінейської родини.

### Займенники
| Мова / діалект            | 1 одн. | 2 одн.        |
| ------------------------- | ------ | ------------- |
| авбонська                 | nɛ     | ɡu            |
| байонська                 | ne     | ɡwe           |
| прото-авію-думутська      | *nu-p  | *gu-p         |
| прото-окська              | *na-   | *ka-b-/*ku-b- |
| прото-трансновогвінейська | *na    | *ga           |